# Rocky Castellani
Attilio „Rocky“ Castellani (* 26. Mai 1926 in Luzerne, Pennsylvania; † 31. August 2008 in Atlantic City, New Jersey) war ein US-amerikanischer Boxer.

## Werdegang
Castellani war der Nachfahre italienischer Einwanderer in die Vereinigten Staaten. Als Jugendlicher begann er mit dem Boxen, wobei er von seinem Onkel Bill Costello trainiert wurde. Mit 16 Jahren ging er zur US-Marine und wurde in Fern-Ost eingesetzt. Er nahm dabei auch an der Schlacht um Iwo Jima teil. Bei der Marine konnte er weiterboxen. Er beteiligte sich auch an den Meisterschaften der Marine in China und Guam und war dabei sehr erfolgreich.
Nach seiner Entlassung aus der Marine wurde er mit noch nicht ganz 18 Jahren Profiboxer. Seinen ersten Kampf bestritt er am 14. Februar 1944. In Scranton boxte er dabei gegen Paulie Wilson unentschieden. In seinem ersten Profijahr musste er noch viel Lehrgeld bezahlen, denn von fünf Kämpfen, die er bestritt, gewann er nur einen, zweimal boxte er unentschieden und in den die restlich beiden musste er K.-o.-Niederlagen einstecken.
1945 pausierte er und kam 1946 besser vorbereitet in den Ring zurück. Von sieben Kämpfen gewann er 1946 sechs. Am 18. Dezember 1946 musste er aber im Kampf gegen Billy Kilroy in der vierten Runde wieder eine K.-o.-Niederlage hinnehmen. 1947 bestritt Castellani sieben Kämpfe, die er alle gewann. Dabei nahm er am 7. August 1947 in Scranton gegen Billy Kilroy Revanche für die Niederlage von 1946. Er siegte über Kilroy nach Punkten. Auch 1948 war er sehr erfolgreich und siegte siebenmal in sieben Kämpfen.
Mit diesen erfolgreichen Kämpfen hatte Castellani eine Position erreicht, die ihn für Kämpfe gegen Spitzenleute seiner Gewichtsklasse interessant machten. Am 18. Februar 1949 kämpfte er in New York gegen Charlie Fusari, gegen den er knapp nach Punkten verlor. Am 13. Juli 1949 besiegte er in Scranton Tony Janiro, der 1947 schon gegen den legendären Jake La Motta über die Runden kam, nach Punkten. Am 9. September 1949 war in New York Kid Gavilán sein Gegner, der am 11. Juli 1949 gegen Sugar Ray Robinson um die Weltmeisterschaft im Weltergewicht geboxt hatte und diesem nach 15 Runden nur einen Punktsieg überließ. Castellani ging mit Kid Gavilan über die Distanz von 10 Runden, verlor aber nach Punkten.
Am 27. Januar 1950 kam Castellani zu einem Punktsieg über Ernie Durando und am 13. November 1951 besiegte er in Scranton Joey Giardello, beides Weltranglisten-Boxer im Mittelgewicht. Auch 1952 blieb Castellano bei Kämpfen gegen starke Gegner erfolgreich. Am 8. März 1952 wurde er in Brooklyn Punktsieger über Ralph „Tiger“ Jones, am 28. März 1952 und am 18. Juni 1952 siegte er über Johnny Bratton jeweils nach Punkten. Am 9. Januar 1953 siegte er auch in der Revanche über Ralph „Tiger“ Jones nach Punkten. Am 6. Februar 1953 verlor er gegen den Franzosen Pierre Langlois bei einem Kampf über zwölf Runden nach Punkten, während er am 28. Oktober 1953 einen weiteren Franzosen, nämlich Mickey Laurant nach Punkten besiegte. Einen großartigen Sieg landete er am 9. Dezember 1953 in Cleveland über Gil Turner, der einige Wochen vorher noch gegen Kid Gavilan um den Weltmeistertitel im Weltergewicht geboxt hatte.
Am 19. Februar 1954 besiegte Castellani in New York Ernie Durando erneut nach Punkten und war damit endlich offizieller Herausforderer des Weltmeisters im Mittelgewicht Carl Olson, genannt Carl „Bobo“ Olson. Der Kampf Olson gegen Castellani fand am 20. August 1954 in San Francisco statt und ging über die volle Distanz von 15 Runden. Am Ende erhielt Olson den knappen Punktsieg zugesprochen und blieb damit Weltmeister.
Am 12. Januar 1955 besiegte Rocky Castellani in Cleveland den gefährlichen Holly Mims aus Washington, der zu diesem Zeitpunkt hinter ihm auf dem Weltranglistenplatz 2 stand, nach Punkten. Ein weiterer Höhepunkt in der Laufbahn von Castellani folgte am 2. Juli 1955 in San Francisco. Er boxte dort gegen die Box-Legende Ex-Weltmeister Sugar Ray Robinson. Castellani hatte Robinson einmal bis „7“ auf den Boden geschickt, der Punktsieg wurde aber letztlich Robinson zugesprochen.
1956 zeichnete sich das Ende der Laufbahn von Castellani ab. Er bekam zwar immer noch prominente Gegner, konnte aber keinen dieser wichtigen Kämpfe mehr gewinnen. Am 4. Januar 1956 verlor er in Cleveland gegen Gene Fullmer nach Punkten, am 3. August 1956 verlor er in New York gegen Joey Giambra nach Punkten und am 12. Oktober 1956 verlor er in San Francisco auch die Revanche gegen Joey Giambra.
1957 absolvierte er vier Kämpfe, von denen er zwei gewann und zwei verlor. Seinen letzten Kampf bestritt er am 18. Oktober 1957 in New York, in dem er gegen Rory Calhoun (richtiger Name Herman Calhoun) nach Punkten verlor.
Nach seiner Zeit als Boxer betrieb Castellani eine Bar in Atlantic City. Er fungierte außerdem viele Jahre lang bei Profiboxkämpfen als Ring- oder Punktrichter.